# Dopisování

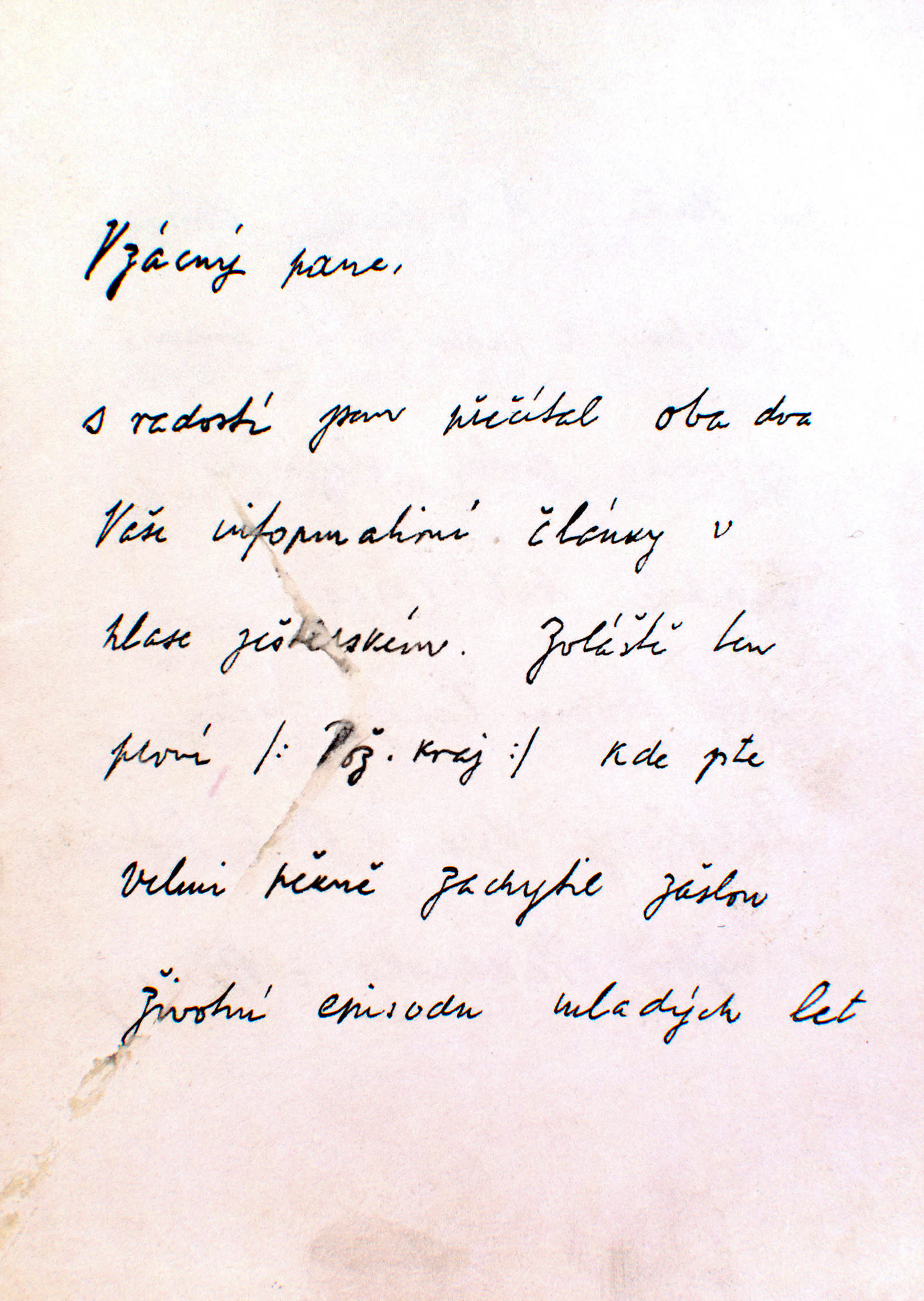
Dopis (autograf) ostravského básníka Petra Bezruče adresovaný Stanislavu Jandíkovi

Dopisování je osobní, soukromý a pravidelný korespondenční přátelský vztah obvykle mezi dvěma lidmi a na větší vzdálenost, realizovaný prostřednictvím výměny dopisů nebo – s příchodem internetu – také e-mailů. Využívání e-mailu možnosti dopisování poněkud rozšiřuje, protože se na komunikaci v takovém případě mohou podílet i další lidé a navazování dopisování na konkrétní témata je ulehčeno díky existenci odborných internetových diskuzních fór.
Dopisování bývá často také provozováno jako součást vzdělávání, např. ve školní výuce. Pomáhá nejen učit se zacházet s vlastním či cizím jazykem, ale také rozšiřovat obzory poznáváním nových zemí, kultur a zvyků.
Dopisy slavných osobností jsou předmětem sběratelství, které se věnuje autogramům a autografům.

## Dopisovatel
Od slova „dopisování“ je odvozeno slovo „dopisovatel“, které ovšem primárně neoznačuje osobu účastnící se soukromé korespondenční výměny informací, nýbrž novináře či žurnalistu (např. zahraniční dopisovatel či mimořádný dopisovatel), tedy mediálního zpravodaje.